# Zale excellens
Zale excellens är en fjärilsart som beskrevs av William Schaus 1912. Zale excellens ingår i släktet Zale och familjen nattflyn. Inga underarter finns listade i Catalogue of Life.